# Begynna wil jagh at prisa
Begynna wil jagh at prisa är en psalm i sexton verser, troligen skriven av Laurentius Laurinus (1573-1655) och medtagen  i 1695 års psalmbok. Så här står det i noterna till 1695 års psalmbok
"THenne Psalm skrefs åhr 1620, och är af Kyrkoherden i Stenby, Isaco Erici, jemte N. 290, införd i then Likpredikan, som han samma åhr öfwer Auctoris (= författarens, d.v.s Laurinus) saliga Hustru Margaretha Larsdotter  hållit och trycka låtit."
Psalmen bearbetades av Johan Alfred Eklund 1911 till åtta verser, och fick då namnet Jag ville lova och prisa.
Melodin kan eventuellt härstamma från J. Eccard 1598, "Freut euch ihr Christen alle". Melodin användes även för psalmen Uppvaknen, I kristne alla (1921 nr 663).

## Publicerad som
- Nr 285 i 1695 års psalmbok
- Nr 596 i Nya psalmer 1921, "Jag ville lova och prisa" tillägget till 1819 års psalmbok under rubriken "Det Kristliga Troslivet: Troslivet hos den enskilda människan: Trons prövning under frestelser och lidanden".
- Nr 359 i 1937 års psalmbok, "Jag ville lova och prisa" under rubriken "Trons prövning under frestelser och lidanden".

## Fotnoter
1. ↑  Laurinus, Svenskt biografiskt handlexikon